# Djurfarmen (1999)
Djurfarmen är en TV-film som regisserades av John Stephenson och distribuerades av Hallmark Entertainment. Filmen hade premiär den 3 oktober 1999. Det är den andra filmatiseringen av Djurfarmen, efter Djuren gör revolt från 1954. Skådespelarna i filmen är bland andra Kelsey Grammer, Patrick Stewart, Ian Holm, Julia Ormond, Pete Postlethwaite och Paul Scofield. 

## Handling
En grupp bondgårdsdjur gör uppror mot sin bonde för att ha låtit dem svälta och bli illa behandlade. Djuren tar över gården och försöker skapa en utopi där alla djur är lika värda. Men snart börjar grisen Napoleon att ta över gården och sprider propaganda och falska löften till det andra djuren. 

## Mottagande
Filmen fick pris som årets bästa familjefilm av Fantasporto. 